# Dimona

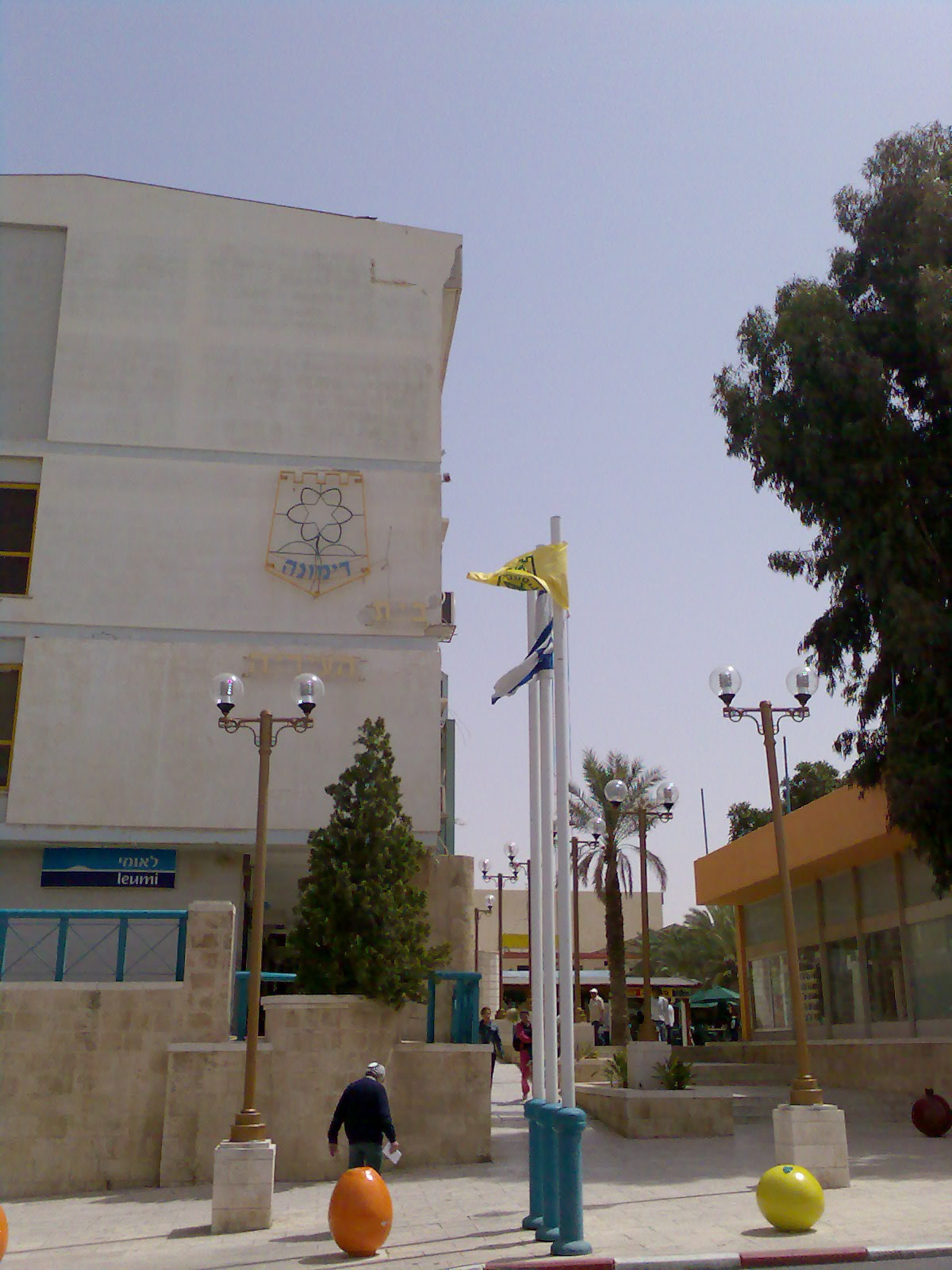
La mairie

Dimona (en hébreu : דימונה) est une ville du sud d’Israël, située dans le désert du Néguev à une trentaine de kilomètres de Beer Sheva. Dimona est la troisième ville du Néguev derrière Beer-Sheva et Eilat avec une population de 33 200 habitants (statistiques de 2014).
La ville de Dimona est surtout connue pour être à proximité du site choisi à l’époque pour le premier centre de recherche nucléaire israélien, où l’on suppose (le gouvernement ne l’a jamais admis) que l’État a développé l’arme nucléaire.

## Histoire
Dimona est l’une des premières « villes de développement » israéliennes dont David Ben Gourion avait initié la création dans les années 1950. Dimona a accueilli à partir de 1955 des nouveaux immigrants, essentiellement originaires d’Afrique du Nord.
La démographie de la ville a été relancée dans les années 1990 par l’arrivée massive d’une vague d’immigration d’origine russe.

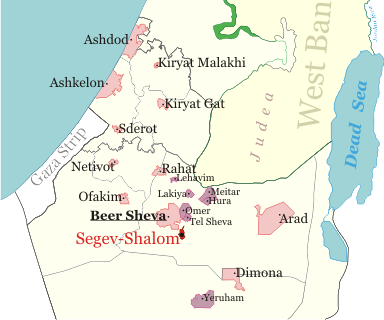
Le Nord-Neguev et Dimona

On trouve aussi à Dimona le principal centre des African Hebrew Israelites of Jerusalem, la communauté de Kfar Hashalom ou Shomrei Hashalom. Cette communauté religieuse d’origine afro-américaine considère descendre des anciens Hébreux de la Bible mais n’est pas reconnue comme juive par l’État d’Israël. D’après le ministère des Affaires étrangères israélien, Shomrei Hashalom est « un des plus grands kibboutz urbains en Israël », avec environ 2 000 personnes en 2006.